# Primeira Liga 2005/06
De Primeira Liga 2005/06 was het 72ste seizoen van de strijd in de hoogste afdeling van het Portugese betaald voetbal. Het ging van start op 19 augustus 2005 en eindigde op 7 mei 2006. De competitie werd ingekrompen van 18 naar 16 clubs, waardoor vier clubs degradeerden. Om sponsorredenen stond de competitie dit seizoen bekend als de BWINLiga of Liga Betandwin.com.
Dat lot trof ook de nummer twaalf in de eindrangschikking, Gil Vicente, omdat Belenenses met succes aanvoerde dat Gil Vicente gedurende het seizoen verschillende malen een niet-speelgerechtigde speler had opgesteld: de Angolees Mateus. Nieuwkomers waren Estrela da Amadora, Paços de Ferreira en Naval 1º de Maio. De drie clubs waren in het voorafgaande seizoen (2004/05) vanuit de Liga de Honra naar de hoogste divisie gepromoveerd. 
FC Porto behaalde onder leiding van de Nederlandse trainer-coach Co Adriaanse de 21ste landstitel uit de clubgeschiedenis. Titelverdediger was SL Benfica, dat na het vertrek van Giovanni Trapattoni onder leiding stond van Ronald Koeman. Hij kwam niet verder dan de derde plaats met zijn formatie.

## Eindstand
| №  | Club              | WG | W  | G  | V  | DV | DT | +/– | Punten |
| -- | ----------------- | -- | -- | -- | -- | -- | -- | --- | ------ |
|    | FC Porto          | 34 | 24 | 7  | 3  | 54 | 16 | +38 | 79     |
| 2  | Sporting CP       | 34 | 22 | 6  | 6  | 50 | 24 | +26 | 72     |
| 3  | SL Benfica        | 34 | 20 | 7  | 7  | 51 | 29 | +22 | 67     |
| 4  | Sporting Braga    | 34 | 17 | 7  | 10 | 38 | 22 | +16 | 58     |
| 5  | CD Nacional       | 34 | 14 | 10 | 10 | 40 | 32 | +8  | 52     |
| 6  | Boavista          | 34 | 12 | 14 | 8  | 37 | 29 | +8  | 50     |
| 7  | União Leiria      | 34 | 13 | 8  | 13 | 44 | 42 | +2  | 47     |
| 8  | Vitória Setúbal   | 34 | 14 | 4  | 16 | 28 | 33 | –5  | 46     |
| 9  | Estrela Amadora   | 34 | 12 | 9  | 13 | 31 | 33 | –2  | 45     |
| 10 | CS Marítimo       | 34 | 10 | 14 | 10 | 38 | 37 | +1  | 44     |
| 11 | Paços de Ferreira | 34 | 11 | 9  | 14 | 38 | 49 | –11 | 42     |
| 12 | Gil Vicente       | 34 | 11 | 7  | 16 | 37 | 42 | –5  | 40     |
| 13 | Académica Coimbra | 34 | 10 | 9  | 15 | 37 | 48 | –11 | 39     |
| 14 | Naval 1° de Maio  | 34 | 11 | 6  | 17 | 35 | 48 | –13 | 39     |
| 15 | Belenenses        | 34 | 11 | 6  | 17 | 40 | 42 | –2  | 39     |
| 16 | Vitória Guimarães | 34 | 8  | 10 | 16 | 28 | 41 | –13 | 34     |
| 17 | Rio Ave           | 34 | 8  | 10 | 16 | 34 | 53 | –19 | 34     |
| 18 | FC Penafiel       | 34 | 2  | 9  | 23 | 21 | 61 | –40 | 15     |

## Statistieken

### Topscorers
- In onderstaand overzicht zijn alleen de spelers opgenomen met tien of meer treffers achter hun naam.

| №  | Naam              | Club              | Goals | Pen. | Duels | Gem. |
| -- | ----------------- | ----------------- | ----- | ---- | ----- | ---- |
| 1  | Albert Meyong     | Os Belenenses     | 17    | 5    | 26    | 0,65 |
| 2  | Nuno Gomes        | SL Benfica        | 15    | 1    | 29    | 0,52 |
| 3  | João Tomás        | Sporting Braga    | 15    | 3    | 30    | 0,50 |
| 4  | Liédson           | Sporting CP       | 15    | 0    | 31    | 0,48 |
| 5  | André Pinto       | CD Nacional       | 14    | 1    | 30    | 0,47 |
| 6  | Joeano            | Académica Coimbra | 13    | 2    | 28    | 0,46 |
| 7  | Marek Saganowski  | Vitória Guimarães | 12    | 0    | 32    | 0,38 |
| 8  | Alexandre Goulart | CD Nacional       | 10    | 3    | 31    | 0,35 |
| 9  | Lucho González    | FC Porto          | 10    | 2    | 30    | 0,33 |
| 10 | Eric Gaúcho       | Rio Ave FC        | 10    | 0    | 33    | 0,30 |

### Meeste speelminuten
| Naam         | Club           | Duels | Min.  | Werd in het veld gebracht | Werd van het veld gehaald |
| ------------ | -------------- | ----- | ----- | ------------------------- | ------------------------- |
| Paulo Santos | Sporting Braga | 34    | 3.060 | 0                         | 0                         |

### Nederlanders
Onderstaande Nederlandse voetballers kwamen in het seizoen 2005/06 uit in de Primeira Liga.
| Naam                  | Club        | Debuut     | Duels | Goals |
| --------------------- | ----------- | ---------- | ----- | ----- |
| Mitchell van der Gaag | CS Marítimo | 17.08.2003 | 31    | 1     |